# الإسلام في كيريباتي
الإسلام في كيريباتي هو من الأقليات الدينية في جزر كيريباتي. وفقا للإحصاء الرسمي سنة 2010 فإن عدد المسلمين بلغ 139 مسلما من بين 103,058 ساكنا، أي 0.12% من مجموع السكان. ويتركز معظم الجالية المسلمة في العاصمة تاراوا.